# هيرا ليندسي بيرد
هيرا ليندسي بيرد (بالإنجليزية: Hera Lindsay Bird)‏ (1987 في نيوزيلندا)؛ كاتِبة وشاعرة نيوزيلندية. درست في جامعة فيكتوريا.